# スペシャルズ (映画)
『スペシャルズ』は、2026年公開予定の日本映画。原案・脚本・監督は内田英治が務める。主演は本作が映画単独発主演となる佐久間大介。孤高のプロの殺し屋たちがとある超高額報酬の任務のため本気のダンスに挑むオリジナルストーリーを描く。

## キャスト

### 主要人物
ダイヤ
演 - 佐久間大介
普段は児童養護施設の心優しい補助職員として働く伝説の元殺し屋。
熊城
演 - 椎名桔平
今回の任務のために殺し屋たちを引き合わせた張本人である風間組のナンバー2。

### 周辺人物
桐生
演 - 中本悠太
過去にある傷を負い群れるのを嫌うクールな殺し屋。
シン
演 - 青柳翔
頭に血が上りやすい性格だが人情深い殺し屋。
村雨
演 - 小沢仁志
熊城とは兄弟分のような仲だが今ではすっかり落ちぶれてしまった元武闘派ヤクザ。

## スタッフ
- 監督：内田英治[1]
- 脚本：内田英治[1]
- 制作幹事・配給：エイベックス・フィルムレーベルズ[1]
- 製作会社：2026「スペシャルズ」フィルムパートナーズ[1]